# BBC Rock Hour Live
BBC Rock Hour Live è un live album degli Heaven, pubblicato nel 2000 per l'Etichetta discografica Stardust Productions.

## Lista Tracce
1. Take you Higher
2. Suck City
3. Scream For Me
4. Don't Mean Nothin"
5. Sleeping Dogs
6. Hard life
7. Where Angels Fear To Tread
8. Love child
9. In The Beginning
10. Madness

## Lineup
- Allan Fryer - Voce
- Bradford Kelly - Chitarra
- Mick Cocks - Chitarra
- Laurie Marlow - Basso
- Joe Turtur - Batteria